# Dictyonema melvinii
Dictyonema melvinii är en lavart som beskrevs av Chaves, Lücking & Umaña 2004. Dictyonema melvinii ingår i släktet Dictyonema, klassen Agaricomycetes, divisionen basidiesvampar och riket svampar.   Inga underarter finns listade i Catalogue of Life.